# Mowi
Mowi (voorheen: Marine Harvest) is het grootste zalmkweekbedrijf van de wereld. Naast Atlantische zalm worden er ook anderen soorten vis gekweekt zoals zeebaars en tilapia. De aandelen staan genoteerd aan de Euronext Oslo Børs maken deel uit van de OBX Index.

## Geschiedenis

### Mowi
In 1964 werd Mowi opgericht door Thor Mowinckel en in 1969 begon het bedrijf met de visteelt in Noorwegen. In hetzelfde jaar kocht Norsk Hydro 50% van de aandelen en dit maakte verdere groei mogelijk. Norsk Hydro werd de enige aandeelhouder en de naam veranderde in Hydro Seafood. In 2000 werd Hydro Seafood overgenomen door het Nederlandse bedrijf Nutreco. Op dat moment produceerde Hydro Seafood zo'n 70.000 ton kweekzalm per jaar.

### Marine Harvest
Het Schotse Marine Harvest werd opgericht door Unilever in 1965. Al snel ging het bedrijf samen met een ander zalmkweker uit Schotland, McConnell Salmon. In 1999 werd het bedrijf dat toen bekendstond als Marine Harvest McConnell overgenomen door Nutreco, die toen al visteeltactiviteiten had in Chili, Australië en Canada. Nutreco maakte weer gebruik van de kortere bedrijfsnaam Marine Harvest. In 2000 vond de fusie met Hydro Seafood plaats en de combinatie werd het grootste viskweekbedrijf met een wereldwijd marktaandeel van zo'n 20%.

### Stolt Sea Farm
Stolt Sea Farm begon in 1973 met de kweek van zalm in het Noorse Hardangerfjord. Stolt Sea Farm heeft in de loop van de jaren acquisitie gedaan in Canada, Chili, Noorwegen, Schotland, België en de Verenigde Staten. Het ging hier voornamelijk om productielocaties en verwerkingsbedrijven zodat het bedrijf bijna in de gehele keten vertegenwoordigd is.

### Marine Harvest Group
In mei 2005 werden Marine Harvest en Stolt Sea Farm samengebracht in de Marine Harvest Group. Nutreco hield 75% van de aandelen en Stolt de resterende 25%. De combinatie had een jaaromzet van ruim 5 miljard euro.
In maart 2006 maakte Pan Fish ASA bekend alle aandelen en schulden van Marine Harvest over te nemen voor 1,3 miljard euro. De combinatie werd de grootste zalmproducent met een productie van 346.000 ton en 9000 medewerkers in 2006. Pan Fish kocht ook een minderheidsbelang van 25,7% in Fjord Seafood. Alle activiteiten zijn verder gegaan onder de Marine Harvest naam.
In december 2012 kocht het een belang van 48,5% in concurrent Morpol. Deze transactie werd te laat bij de Europese toezichthouder gemeld waarvoor het een boete kreeg van 20 miljoen euro. In januari 2013 deed het een bod op alle overige aandelen Morpol en in maart 2013 had het 87% van de aandelen in handen. Marine Harvest werd door de toezichthouder wel verplicht enkele activiteiten in Schotland af te stoten. Na de overname telde Marine Harvest 10.200 medewerkers en had een capaciteit van zo'n 400.000 ton zalm.
In 2018 werd de naam gewijzigd van Marine Harvest in Mowi.
In januari 2023 kocht Mowi een aandelenbelang van 51% in Arctic Fish. De verkoper was SalMar, een concurrent van Mowi. Arctic Fish is eveneens actief als zalmkweker in IJsland. Met de toestemming van de Europese Commissie voor deze transactie kan de IJslandse zalm ook binnen de Europese Unie worden verkocht. Arctic Fish is vooral actief in Vestfirðir, in het noordwesten van IJsland, en heeft vergunning voor zo'n 27.000 ton zalm per jaar.
In januari 2025 werd het aandelenbelang in Nova Sea verhoogd van 49% naar 95%. De activiteiten van Nova Sea zijn goed vergelijkbaar met die van Mowi, al is Nova Sea met een verwachte productie van 52.000 ton zalm in 2025 een stuk kleiner. De koopsom was NOK 7,4 miljard (circa € 630 miljoen), voor 70% voldaan in geld en de rest in aandelen Mowi. 

## Activiteiten
Mowi is een van de grote viskwekers ter wereld met een omzet van vier miljard euro. De activiteiten zijn verdeeld over drie groepen, visvoer, viskweek en verkoop en marketing. De visvoerproductie dekt de eigen behoefte. Bij de viskweek ligt de focus op de Atlantische zalm waarvan 475.000 ton op de markt werd gebracht in 2023. Mowi heeft hiermee een aandeel van zo'n 20% in de wereldwijde kweek van zalm. Van de omzet werd in 2023 bijna 70% gerealiseerd in Europa en verder werd 20% afgezet in Noord-Amerika.
In de tabel staan enkele financiële en operationele gegevens sinds 2010. Fluctuaties in de omzet zijn vooral het gevolg van de hoeveelheid vis dat naar de markt wordt gebracht en de marktprijs van zalm. De sterke stijging van het aantal medewerkers in 2012 was het gevolg van de Morpol acquisitie. In 2013 daalde de hoeveelheid zalm, het bedrijf had doelbewust de productie verlaagd vanwege de lage marktprijzen in 2012. In 2016 kampte de zalmkwekers in Chili met te warm water met een overmaat aan algenbloei tot gevolg. De vissterfte was veel groter dan verwacht, ongeveer 10% van alle vis in de kooien kwam om, waardoor de vangst tegenviel. In 2017 kampten zalmkwekers in Noorwegen met hoge concentraties zeeluis waardoor meer zalm doodging dan normaal. De zeeluis is een parasiet die zich voedt met huid, vlees en bloed van de levende zalmen.
| Jaar | Omzet         | Netto- resultaat | Volume (×1000 ton) | Marktprijs zalm (in €/kg) | Fish-in- Fish-out ratio | Medewerkers (in fte) |
| Jaar | (× € miljoen) | (× € miljoen)    | Volume (×1000 ton) | Marktprijs zalm (in €/kg) | Fish-in- Fish-out ratio | Medewerkers (in fte) |
| ---- | ------------- | ---------------- | ------------------ | ------------------------- | ----------------------- | -------------------- |
| 2010 | 1908          | 384              | 295                | 4,8                       |                         | 6148                 |
| 2011 | 2068          | 143              | 343                | 4,0                       |                         | 6324                 |
| 2012 | 2069          | 55               | 392                | 3,6                       |                         | 6389                 |
| 2013 | 2456          | 322              | 344                | 5,1                       | 0,80                    | 10.676               |
| 2014 | 3053          | 112              | 419                | 4,8                       | 0,80                    | 11.715               |
| 2015 | 3112          | 158              | 420                | 4,6                       | 0,74                    | 12.454               |
| 2016 | 3510          | 539              | 381                | 6,7                       | 0,77                    | 12.717               |
| 2017 | 3649          | 463              | 370                | 6,3                       | 0,73                    | 12.333               |
| 2018 | 3812          | 567              | 375                | 6,2                       | 0,75                    | 14.537               |
| 2019 | 4136          | 476              | 436                | 5,8                       | 0,66                    | 14.998               |
| 2020 | 3760          | 119              | 440                | 5,0                       | 0,68                    | 14.645               |
| 2021 | 4202          | 488              | 466                | 5,7                       | 0,80                    | 13.984               |
| 2022 | 4941          | 785              | 464                | 8,0                       | 0,76                    | 13.726               |
| 2023 | 5508          | 440              | 475                | 7,9                       | 0,76                    | 14.142               |
| 2024 | 5604          | 475              | 502                | 7,6                       | 0,77                    | 13.806               |

De Fish-in-Fish-out ratio geeft aan hoeveel kilogram wilde vis (0,76 kg in 2023) er benodigd is geweest om één kilogram zalm te kweken. Hierbij wordt geen rekening gehouden met "trimmings", dat is visafval dat ook tot visvoer is verwerkt. In 2023 verwerkte het 88.000 ton vismeel en 67.000 ton visolie tot visvoer, de basis hiervoor bestond voornamelijk uit ansjovissen en sardientjes. Dit is 30% van het visvoervolume, de overige 70% bestaat vooral uit tarwe, soja, plantaardige olie en bonen. Voedsel voor de zalmen maken ongeveer de helft van de totale kosten uit.